# Египатски медицински папируси
Египатски медицински папируси су древни египатски текстови написани на папирусу који омогућавају историчарима медицине увид у медицинске процедуре и праксе које су примењиване у старом Египту. Папируси дају детаље о болести, дијагнози и лековима за болести (укључујући биљне лекове), хируршким интервенцијама и магијским чинима (јер се рана египатска медицина заснивала се углавном на мешавини магије и верских чини). Болесници су најчешће „лечени“ употребом амајлија или магијских чини, а сматрало се да су болести узроковане злобним понашањем или радњама. Како су потом кроз историју медиицине Египта лекари по потреби обављали разне медицинске третмане, у путства за ове медицинске ритуале свештеници су временом почели да записују радње које су обављали на свитку папируса. Тако је настао велику број медицинских папируса, од којих је остао сачуван само мали број јер су многи изгубљени или уништени током  пљачке гробова.  
Највећу студију медицинских папируса до сада спровео је Хумболт са универзитет у Берлину и исту објавио под називом „Медицина старог Египта“ (Medicine of ancient Egypt). 

## Предуслови

### Папирус и хијероглифско писмо
Пре више од пет миленијума, двоструки скуп проналазака радикално је трансформисао друштво и означио први прелаз из праисторије у историјску еру; развојем хијероглифског писма уз употребу мастила и папируса у Египту и развој клинастог писма и глинених плоча за писање у Месопотамији. Појава писања омогућила је да се информације прошире изван менталних капацитета било ког појединца и да се деле кроз време и простор.
Хијероглиф је коришћен за формални пприказ резбарењем на камену. Када је развијен папирус, и писање  четкицом, развило се курзивно писмо познато као хијератско, у коме се писало с десна на лево, црвеним мастилом за наслове и црним мастило за највећи део материјала. Из овог двотонског система су изведене рубрике наших фино штампаних књига.
Папирус је настао преплитањем расцепљене речне трске, лупајући сирове простирке под водом, и сушећи их да се формирају груби браонкасти листови (залепљене по ивицама, да направе ролну, на којима се писало деликатном четком, направљеном од излизане трске. Према мишљењу професора Кима Рихолта, са Одсек за међукултуралне и регионалне студије, Универзитет у Копенхагену, медијум од биљних влакана папируса имао је одређене предности у односу на глинене таблете. Изнад свега, могао је да прими далеко више текста и био је много лакши по тежини, а током првог миленијума пре нове ере технологија мастила и папируса се проширила прво на Грке, а касније и на Римљане, и постала је доминантна у писаним културама Медитерана.
Међутим, папирус такође има велики недостатак који модерни историчар јако осећа: рањив је на влагу и једва да иједан папирус опстаје ван сушне египатске климе. Иако ће римска царска машина потрошити милионе папируса за своју администрацију и комуникацију, у Италији никада није направљено више од једног открића папируса, и поред веома спектакуларног (Херкуланум папирусиа), до сада је откривен само један папирус. пронађен у Грчкој. Насупрот томе, у Египту су ископани остаци око пола милиона папируса. Захваљујући вечној суши, изненађујући број ових папируса је преживео до данас из старог Египта. 
Папируси ду доданас најпажљивије проучавани, и различите њихове анализе дале су нам широку слику о томе колико је био невероватан обим и сјај древне египатске културе.  

### Прва цивилизација која је опсежно проучавала медицину
Прва цивилизација за коју се знало да је имала опсежно проучавање медицине и да је оставила писане записе о својој пракси и поступцима била је цивилизација старог Египта. Најстарији постојећи египатски медицински текстови су шест папируса из периода између 2000. п. н. е. и 1500. п.н.e.:
- Кахун медицински папирус,
- Рамесеум медицински папирус IV
- Рамесеум медицински папирус V,
- Хируршки папирус Едвина Смита,
- Еберсoв папирус,
- Херстов медицински папирус,
- Берлински папирус

Ови текстови, од којих је већина заснована на старијим текстовима који датирају вероватно из 3000. године пре нове ере, релативно су слободни од магичаревог приступа лечењу болести. Египатска медицина је утицала на медицину суседних култура, укључујући културу античке Грчке. Из Грчке се њен утицај ширио даље, чиме је значајно утицао на западну цивилизацију.

## Откриће и проучавање папируса
Ови древни египатски текстови коју су написани много векова пре њиховог открића и објављивања, данас се налазе у приватном власништву или се чувају на универзитетима и музејима широм света. 
Први папирус који је откривен био је Берлински папирус, који је открио и касније објавио Хајнрих Бругш 1863. године. Хајнрих је био први који је проучавао овај папирус, иако је његов превод  постао доступан тек 1909. године, након што га је објавио Валтер Вршински.
Године 1875. објављен је Еберсов папирус, који покрива широк концепт опште патологије. 
Кахун папирус је објавио Ф.Л. Грифит  1898. године  Био је то први објављени папирус о гинеколошкој пракси.
Рамесеумов папирус је откривен је 1898. године на дну гробнице, а затим је остављен нетакнут све до  1900. године када је Перси Њубери започео процес одмотавања и конзервације папируса из Рамесеума како би се он могао даље проучавати и чувати без опасности од даљег хабања.
Хеарстов папирус објавио је Г.А. Рајзнер 1905. године. 
Након објављивање ових папируса инспирисан њиховим садржајем је Валтера Вресзинск је покуша да направи прегледе медицине у старом Египту. Своје прво од три дела први пут је објавио 1909. године,  под називом Die Medizin der Alten Aegypter  а следеће два дела 1912. и 1913. године То су првенствено били преводи са неким коментарима који су давали преглед египатских медицинских процедура.
Тек 1932. године када је Ворен Р. Досон први пут објавио аналитички преглед медицинских текстова и збуњујуће речи и фразе у њима, откривено је да су неке ствари погрешно преведене. Досон прво почиње да оспорава претходне Рајзнерове налазе и долази до многих закључака о значењима више речи, и открива да су нека од значења била погрешна и исправља их.
Постоје бројни ставови о томе да ли су медицински папируси били напреднији за свет медицине у то време због ослањања на нефизичке третмане на које су се још увек ослањали. Уроци су били најранији облици медицинских третмана и веровало се да су ефикасни пре него што су откривене друге методе. Уз ову информацију, чини се логичним да лекари и они из области медицине који су се бавили медицином пре него што су операције и третмани на рецепт били ефикасни, нису могли у потпуности да напусте најраније облике лечења, као што су духовни или магијски, али то не подразумева регресиван приступ медицина. Неки третмани нису захтевали помоћ алтернативних метода јер је утврђено да се лече само физичким третманима, као што је операција, што је нпр. био фокус папируса Едвина Смита.
Гинеколошки папирус Кахун (УЦ 32057) данас се налази на Лондонском универзитетском колеџу, у Енглеској.

## Најважнији медицински папируси

### Кахун папирус
Гинеколошки папирус Кахун папирус (који је добио је име по граду Кахуна, који су населили градитељи пирамида), који датира из касног средњег краљевства (1850–1700. п. н. е.). Он  доноси теме из  гинекологије, материнстве, трудноћа, контрацепција, педијатрија и ветерина, и сматра се најстарији познати медицинским текстом у Египту.  Папирус је био толико коришћен да је његов древни власник морао да га поправи, закрпом са административним фрагментом који је био видљив на једном месту на полеђини папируса.
Пронашао га је у El-Lahun-у  који је 1825. п. н. е. био напредан, просперитетни град, у староегипатској некрополи у Египту,  Flinders Petrie 1889. године,  и по овом граду дао му име  Кахун папирус.  Папирус је први превео F. Ll. Griffith 1893. године и потом га објавио у The Petrie Papyri: Hieratic Papyri from Kahun and Gurob.
Кахун папирус је један од највећих рукописа који датира из касног средњег краљевства (1850–1700. п. н. е.).  Откривено је да је дело из много фрагмента, али након пажљивог поновног састављања, иако је било празнина у неким скриптама, појавили су се први примарни докази о женској медицини и здрављу у древној цивилизацији која је поседовала велику моћ и утицај.
Папирус садржи 35 одвојених параграфа који се односе на здравље жена, као што су гинеколошке болести, плодност, трудноћа и контрацепција.  У папирусу се не описују гинеколошке операције. Кахун папирус је подељена у три различита дела. Ови одељци су тако написани да пружају смернице о интеракцији између пацијента и лекара, па токо: први део описује симптоме, други део наводи како лекар треба да консултује пацијента заједно са дијагнозама, а трећи део нуди или саветује како спровести лечење.
У древним египатским временима постојало веровање да је много болести насталајале по целом телу као резултат различитих стања материце, од којих неки пркосе логици у смислу како би могли бити повезани једни са другима. Описи укључују „лутајућу материцу“, „матернично пражњење“ и „ужас материце“, а сви они изгледају способни да изазову проблеме са очима, зубима, зглобовима и вратом и главом.
Предложени третмани су разноврсни и занимљиви, а обухватају фумигацију, масажу и лекове који се уносе у тело у облику песара или као течност која се пије или утрља у кожу. Клише „магареће млеко” такође се појављује као део материје медике, а такође се користи и за рад јетре и излучивање урина. Укључено је и више мирисних материјала као што су разна мирисна уља.
У тексту се не говори о хируршкој интервенцији, а занимљиво је да постоје директне паралеле са Хипократовим и Галенским медицинским процедурама као што су фумигација и масажа уљем.
Каснији параграфи у тексту скрећу пажњу на трудноћу, са рецептима за зачеће који укључују тамјан, свеже уље, урме и пиво. Затим се у колони 3, реду 6 појављује прва референца за контрацепцију, вагиналне супозиторије које садрже крокодилски измет и мед.

### Рамесеум папируси
Медицински папируси из Рамесеума представљају колекцију древних египатских медицинских докумената који датирају из раног 18. века пре нове ере. Пронађени су у храму Рамесеум.
Као и код већине древних египатских медицинских папируса, ови документи су се углавном бавили обољењима, болестима, структуром тела и предложеним лековима који се могу користити за лечење тегоба,  у офталмологији, гинекологији, у мишићима, тетивама и болестима код деце. То је једини добро познати папирус који их описује веома детаљно.  Највећи део текста писаног у познатим рукописима ове збирке налази се у 3, 4 и 5 делу, а писан је у вертикалним колонама.
Папирус 4  бави се питањима сличним  онима у Кахун гинеколошком папирусу, као што су порођај, заштита новорођенчета, начини предвиђања вероватноће његовог преживљавања и начини предвиђања ког ће пола бити новорођенче. Такође садржи формулу за контрацепцију.
Папирус 5 садржи бројне рецепте који се баве релаксацијом удова, написани хијероглифским писмом, а не хијератским писмом као што су били други медицински папируси.

### Берлински папирус
Берлински папирус је пронађен у време Усафаиса у старом сандуку са античким списима. Легенда каже да је пронађена у сандуку са писарским алатима, испод ногу статуе Анубиса у Летополису под Усафаисом, 3. фараона из 1. династије. Обухвата 25 страница и садржи 240 рецепата, од којих су три написана другачијим рукописом. Велики део његовог садржаја чини понављање од речи до речи са много грешака и немарно преписивање појединих параграфа Еберсових и Херстових докумената. Укључени су одељци о реуматизму, трактат о судовима сличан другој књизи о срцу, у Еберсовом папирусу, сјај који употпуњује овај последњи, и белешка о његовом пореклу, детаљнија од оне која се налази код Еберса.

### Лондонски папирус
Лондонски медицински папирус налази се на средини између медицинског папируса и немедицинског дела чисте магије. Садржи 61 рецепт од којих је само 25 медицинских. Остатак, чији је део страног порекла, је чисто магијски. Тврди се да су га открили свештеници Тебмутовог храма у светилишту богиње: „Гле! Тама ноћи обавила је Земљу, али је месец бацио своје зраке на све странице ове књиге и донета је у ризницу Његовог Величанства Краља Куфуа.”
Херстов папирус обухвата 18 и по страница и описује 260 медицинских случајева од којих се 96 налази у Еберсовом папирусу. Садржи и поглавље о болестима костију. У целини, сматра се инфериорним у односу на Еберсов папирус, иако га у одређеним пасусима побољшава.

### Папирус Едвина Смита
Папирус Едвина Смита датиран  у око 1600. године пре нове ере, једина је сачувани копија дела древног египатског уџбеника о хирургији трауме. Папирус Едвина Смита је од велике важности јер је променио медицинску праксу, и научио лекаре да могу да раде операцију, док су се раније ослањали на више религиозне праксе лечења. Папирус је добио име по египатском археологу Едвину Смиту, који га је купио 1860-их. 
Најдетаљнији и најсофистициранији од постојећих медицинских папируса, уједно је и најстарији хируршки текст на свету. Написан је хијератским писмом старог египатског језика,  сматра се да је засновано на материјалу од хиљаду година раније. 
Документ се састоји од 22 странице (17 страница на правој страни и 5 страница на полеђини). Прегледано је приказано 48 случајева трауме, сваки са описом физичког прегледа, дијагнозе, лечења и прогнозе. Важан аспект текста је да показује да су срце, јетра, слезина, бубрези, уретери и бешика били познати Египћанима, заједно са чињеницом да су крвни судови били повезани са срцем.

### Еберсов папирус
Еберсов папирус је најдужи од свих познатих папируса и најважнији, с обзиром на физиолошко и медицинско знање које открива. Комплетан је на 108 страница и носи датум 9. године владавине Аменофиса I (1550. п. н. е.). 
Еберов папирус не представљају књигу у нашем модерном смислу. То је пре мозаик листова и извода извучених из различитих извора и састављених по вољи писара.
Започиње магичним уводом, који вероватно има за циљ да увери свог корисника у његово божанско порекло и да потврди да моћ магије потиче од Тота доброчинитеља, којег је Ре задужио да ублажи напаћено човечанство: 
„Дошао сам из Хелиопоља са старим у храму, поседници заштите, владари вечности; Дошао сам из Саиса са мајком богова. Дали су ми своју заштиту. Имам формуле које је сачинио господар универзума да би истерао невоље које изазива бог или богиња, мртвац или жена итд., које су у овој мојој глави, у овом мом потиљку, у овим мојим раменима, у овом моје тело, у ове моје удове, и да бих казнио Оптужника, главу оних који проузрокују да трулеж уђе у ово моје тело, а слабост у ове моје удове. Ја припадам Ре; он је рекао: 'Сачуваћу га од његових непријатеља и Тот ће му бити водич, онај који пушта писање да говори и који је саставио књиге; вештима, лекарима који га прате, даје вештину да лече. Онога кога бог воли, он ће и одржати у животу.“
Последња реченица би се могла користити као чаролија за пацијента да каже: „Ја сам кога Бог воли и он ће ме одржати у животу.“
У деловима папируса налазимо теолошке тенденције и приписивање многих прописа боговима.
Други одељци садрже информације о дигестивним болестима и црвима и њиховом лечењу, одељци о лечењу очних болести, о нези коже и косе, о преломима и опекотинама, који веома подсећају на папирус Едвина Смита; о лечењу укочених и болних удова, о гинеколошкој болести која се често понавља у Кахоун папирусу, расправи о срцу и судовима која се једина бави анатомијом и физиологијом, и на крају о хируршком делу ограниченом на туморе и апсцесе.

### Херстов папирус
Херстов папирус обухвата 18,5 страница и описује 260 медицинских случајева од којих се 96 налази у Еберсовом папирусу. Садржи и поглавље о болестима костију. У целини, сматра се инфериорним у односу на Еберсов папирус, иако га у одређеним пасусима побољшава.

### Бруклински папирус
Бруклински папирус се састоји од свитка папируса подељеног на два дела, при чему неки делови недостају. Његова димензије процењене су на 175 × 27 cm.  Свитак папируса је датиран између 660. и 330. године пре нове ере у време тридесете египатске династије.  Mеђутим, како је текст написан у стилу уобичајеном за време Средњег краљевства, то указује на могућност да би његово порекло могло бити и из тринаесте египатске династије.
Рукопис је збирка, која у првом делу систематски описује низ различитих змија, а у другом делу  различите третмане након змијског уједа.
Рукопис такође садржи и неколико третмана након уједа шкорпиона и паука.